# BigInt
BigInt je datový typ v některých programovacích jazycích.

## SQL
V SQL typ bigint reprezentuje celé číslo uložené v 64 bitech, tedy v rozsahu od −9 223 372 036 854 775 808 do 9 223 372 036 854 775 807 (od −263 do 263 − 1)

## JavaScript
V JavaScriptu je BigInt datový typ, který může obsahovat libovolně velké celé číslo bez ztráty přesnosti, velikost čísla je omezena pouze velikostí paměti. Důvodem pro jeho zavedení bylo to, že v JavaScriptu existoval pouze jediný datový typ Number, ve které jsou čísla uložena v plovoucí desetinné čárce a bez ztráty přesnosti do nich lze uložit čísla v rozsahu -9007199254740991 (-(253-1)) and 9007199254740991 (253-1).
Pro určení, že se s číslem má pracovat jako s číslem BigInt je nutné na konec čísla připojit příponu n nebo je nutné na BigInt běžné číslo přetypovat pomocí konstrukce BigInt(číslo).
V jednom výrazu není možné kombinovat čísla BigInt a Number. Implicitní přetypování mezi BigInt a Number by vedlo k tomu, že výsledek by mohl být mimo rozsah obou číselných typů. Například výraz
```
(9007199254740992n + 1n) + 0.5
```

by byl jak mimo rozsah datového typu Number, ve kterém ještě nedojde ke ztrátě přesnosti, protože číslo je větší než 253 a není možné ho uložit ani do typu BigInt, protože výsledkem výrazu není celé číslo.
BigInt se stejně jako Number automaticky převede na datový typ String, pokud se použije jako řetězec.